# مرقد أهل ابن علي
مرقد أهل ابن علي (بالفارسية: امامزاده اهل ابن علی) هو مرقد شيعي تاريخي يعود إلى السلالة الصفوية، ويقع في همدان.